# تلمبة أرجمندي خاتم الأنبياء (مشيز بردسير)
تلمبة أرجمندي خاتم الأنبياء (بالإنجليزية: Tolombeh-ye Arjamendi Khatam Alanbiya)‏ هي مستوطنة تقع في إيران في كرمان.